# Gaius Servilius Geminus
Gaius Servilius Geminus (mort en 180 av. J.-C.) était un homme d'État romain qui a été consul en 203 av. J.-C., dictateur en 202 av. J.-C. et Pontifex maximus de 183 av. J.-C. à 180 av. J.-C..

## Biographie

### Naissance
Geminus était le fils de Gaius Servilius Geminus, un magistrat romain . Il était membre de la gens Servilia, une famille patricienne.

### Début de carrière
En 212 av. J.-C., Geminus fut envoyé en Étrurie pour acheter du grain pour les troupes de la garnison romaine de Tarente, alors assiégée par Hannibal . Il pénètre avec succès dans la ville et livre le ravitaillement. En 210 av. JC, il fut élu Pontife à la place de Titus Otacilius Crassus et en 209 av. JC fut choisi comme édile . Il est choisi pour servir de magister equitum, tout en exerçant sa fonction d'édile, sous le dictateur Titus Manlius Torquatus . En 206 av. J.-C., il devint préteur et obtint la Sicile comme province.

### Consulat et fin de carrière
Geminus est élu consul, aux côtés de Gnaeus Servilius Caepio, en 203 av. J.-C., et obtient la province d’Étrurie. De là, il se rend en Gaule cisalpine où son père est détenu comme prisonnier de guerre depuis 218 av. J.-C. En 202 av. J.-C., Geminus est nommé dictateur par son frère Marcus Servilius Pulex Geminus pour mettre en place des élections. Il est la dernière personne à occuper ce poste jusqu'à Lucius Cornelius Sulla en 82 ou 81 av. J.-C.. En 201, il est l'un des Decemviri responsable de la distribution des terres parmi les vétérans qui ont combattu avec Scipio Africanus . En 183 av. J.-C., Geminus est élu Pontifex Maximus, en remplacement de Publius Licinius Crassus Dives. Il meurt en 180 av. J.-C.